# River Brett
River Brett är ett vattendrag i Storbritannien.   Det ligger i riksdelen England, i den sydöstra delen av landet, 90 km nordost om huvudstaden London.